# برنهارت ریمان

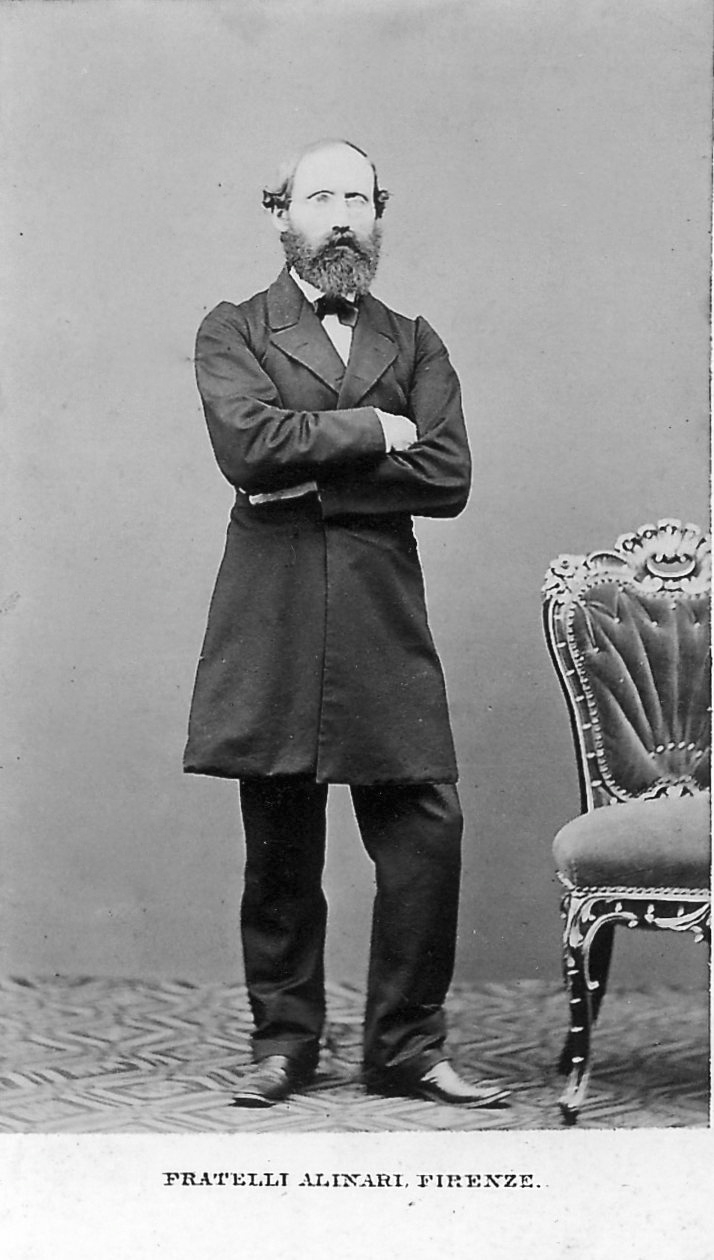
ریمان، ۱۸۶۳

گئورگ فردریش برنهارد ریمان (آلمانی: [ˈʀi:man] ()) ‏ (۱۷ سپتامبر ۱۸۲۶ – ۲۰ ژوئیه ۱۸۶۶) ریاضی‌دان آلمانی بود که کارهایش در آنالیز و هندسه دیفرانسیل، پایهٔ ریاضیِ نسبیت عام شد. 
در آنالیز حقیقی، او را بیشتر به‌سبب نخستین فرمول‌بندی دقیق انتگرال، انتگرال ریمان و کارش روی سری فوریه می‌شناسند. کارهای او در آنالیز مختلط، شامل سطوح ریمانی و زمینه‌های جدید در توضیح طبیعی و هندسی آنالیز مختلط است. 
مقاله او، ۱۸۵۹ میلادی، درباره تابع شمارنده اعداد اول، که بیان اصلی حدس ریمان است، مقاله پایه نظریه تحلیلی اعداد به‌شمار می‌رود. ریمان در کارهای پیشگامانه‌اش در هندسه دیفرانسیل، پایه‌های ریاضی نسبیت عام را به‌دست داد. بسیاری، او را از بزرگ‌ترین ریاضی‌دانان همه اعصار می‌دانند.

## زندگی، تحصیل و آثار

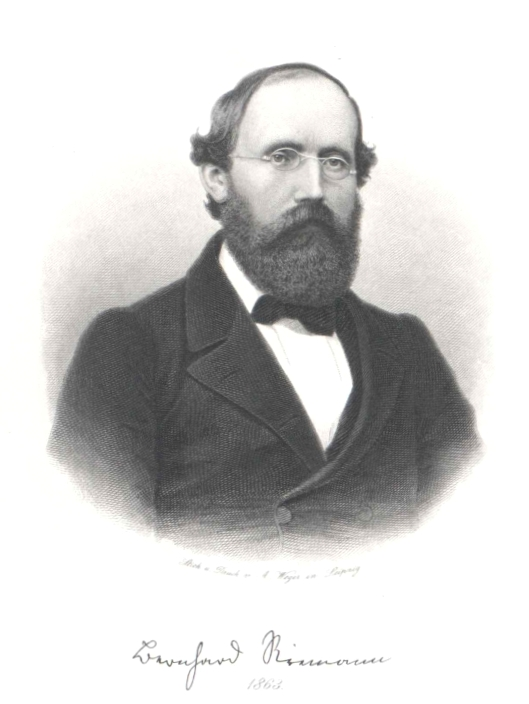
تصویری از گئورگ فردریش برنهارد ریمان

پدر گئورگ ریمان، فردریش برنهارت ریمان، یک کشیش بود که در میان‌سالی با شارلوت ابل (Charlotte Ebell) ازدواج کرد. او شش فرزند، دو پسر و چهار دختر، داشت که گئورگ دومین بود. فردریش تا ده‌سالگی گئورگ، خود به او درس می‌داد. هم‌چنین معلمی از مدرسهٔ محلی در آموزش گئورگ به او کمک می‌کرد.
ریمان، ۱۸۴۰، یک‌سره وارد سوم دبیرستان (Lyceum) در هانوفر شد. تا زمانی که در دبیرستان تحصیل می‌کرد با مادربزرگش زندگی می‌کرد تااینکه مادربزرگ‌ش، ۱۸۴۲، درگذشت، و او به عنوان دانش‌آموز سال آخر به لونِبورگ (Lüneburg) منتقل شد. گویا ریمان، دانش‌آموز خوب و نه ممتاز، و در موضوعات کلاسیک مانند عبری و الهیات سخت‌کوش بوده‌است. او علاقه ویژه‌ای به ریاضیات نشان داد و سرپرست دبیرستان به او اجازه داد که متون ریاضی را در کتابخانه وی مطالعه کند. آن سرپرست در فرصتی مناسب، کتاب لُژاندر (Legendre) دربارهٔ تئوری اعداد را به ریمان قرض داد و او این کتاب ۹۰۰ صفحه‌ای را در شش روز خواند.
ریمان، بهار ۱۸۴۶ در دانشگاه گوتینگن (Göttingen) ثبت نام کرد. پدرش او را به تحصیل الهیات تشویق کرد و بنابراین او وارد دانشکدهٔ الهیات شد. بااین‌حال، در برخی کلاس‌های ریاضیات نیز حاضر شد و از پدرش درخواست که آیا می‌تواند برای خواندن ریاضیات به دانشکدهٔ فلسفه برود. ریمان رابطهٔ نزدیکی با خانواده‌اش داشت و بی‌اجازهٔ پدرش تغییر رشته نمی‌داد. پدرش درخواست او را پذیرفت، و این برای ریمان عالی بود. ریمان، دوره‌هایی، ریاضیات را از موریتس اشترن (Moritz Stern) و گاوس (Gauss) فرا گرفت.
گرچه ریمان جایگاه مناسبی در گوتینگن در ریاضیات داشت، آن زمان جایگاه دانشگاه گوتینگن در ریاضیات، کم‌وبیش پایین بود. بااین‌که گاوس استاد ریمان بود، تنها مقدمات را به او یاد داد و به نبوغ ریمان در ریاضیات پی نبرد. اما به‌یقین اشترن پی برده‌بود که دانشجوی ممتازی داشت، چراکه بعدها در وصف ریمان چنین گفت:
«تاکنون همچون قناری‌ای، نغمه نسروده‌است.»
ریمان، بهار ۱۸۴۷ از گوتینگن به دانشگاه برلین (Berlin University) رفت تا زیرنظر استادانی چون اشتاینر (Steiner)، یاکوبی (Jacobi)، دیریکله (Dirichlet) و آیزن‌شتاین (Eisenstein) تحصیل کند، که یک فرصت مهم برای ریمان بود. گرچه او درباره استفاده از متغیرهای مختلط در تابع بیضوی، بیشتر از آیزن‌شتاین آموخت، دیریکله اثرگذارترین کس بر او در این زمان بود. کلاین (Klein) درباره این گفته: «ریمان با هم‌فکری درونی قوی به دیریکله وابسته بود. دیریکله دوست داشت که همه چیز را شهودی درک کند. افزون‌براین، تحلیل‌های منطقی می‌کرد، دقیق و اساسی می‌پرسید، و تا جای ممکن، از محاسبات طولانی، خود می‌داشت. ریمان هم این را پذیرفته‌بود و مطابق با روش‌های دیریکله کار می‌کرد.»
کار ریمان، هم‌واره بر اساس استنباط شهودی بود، که گویا دقت لازم برای نتیجه‌گیری بی‌چون‌وچرا نداشت. بااین‌حال، نظریه‌های عالی در کارهایش بسیار عیان است، چون کارهایش چندان با محاسبات طولانی پر نشده‌است. وقتی در دانشگاه برلین بود تئوری کلی متغیرهای مختلط را بررسی کرد که اساس برخی از کارهای مهم‌ش شد.
ریمان، ۱۸۴۹، به گوتینگن برگشت و ۱۸۵۱، پایان‌نامهٔ دکتری‌اش را، که گاوس را شگفت‌زده کرده‌بود، نوشت. بااین‌حال، گاوس تنها استاد اثرگذار بر ریمان نبود. وبر (Weber)، در مدتی که ریمان در برلین بود، از لایپزیگ (Leipzig) به استادی فیزیک در گوتینگن برگشته‌بود و ریمان هجده ماه همکارش بود. هم‌چنین لیستینگ (Listing)، ۱۸۴۹، در گوتینگن استاد فیزیک شده‌بود. ریمان از وبر و لیستینگ، پیش‌زمینهٔ قوی در فیزیک نظری یافت و از لیستینگ ایدههای مهمی در توپولوژی گرفت که در تحقیقات جدیدش اثرگذار بود.
رسالهٔ ریمان، نظریهٔ متغییرهای مختلط را، به‌ویژه آن‌چه امروزه آن را رویهٔ ریمان می‌نامیم، بررسی می‌کرد. این رساله، روش‌های توپولوژیک را در نظریهٔ متغییرهای مختلط پیش می‌نهاد. این اثر، بر پایه نظریه متغیرهای مختلط کوشی (Cauchy) که سال‌ها روی آن کار شده‌بود، و بر پایه ایده‌های نقطه‌ای انشعاب پویسوکس (Puiseux) شکل گرفت. بااین‌حال، رسالهٔ ریمان، بخش اصلی کار است که ویژگی‌های هندسی تابع تحلیلی، نگاشت هم‌دیس و هم‌بندی سطوح را بررسی می‌کند. ریمان در اثبات برخی نتایج رساله‌اش از یک اصل متغیر استفاده کرد که او بعدها آن را اصل دیریکله نامید، چرا که آن را از دیریکله در برلین آموخته‌بود. اصل دیریکله، از دیریکله نیست، چراکه اگر چنین بود، بایست از گاوس و گرین (Green) و تامسون (Thomson) هم یاد می‌شد. رسالهٔ ریمان، که یکی از چشم‌گیرترین رساله‌های دکتری بود، دسامبر ۱۸۵۱ بررسی شد. گاوس در گزارش‌ش درباره آن، ریمان را چنین توصیف می‌کند: «ریمان، ابتکاری بسیار عالی دارد.»
به سفارش گاوس، ریمان، پستی در گوتینگن گرفت، تا روی پسادکتری‌اش (به آلمانی: Habilitation، در دانشگاه‌های آلمان، گونه‌ای پسادکتراست، که نیازمند پایان‌نامه و دفاع است) کار کند. او سی ماه روی تز پسادکتری‌اش، که درباره نمایش توابع با سری مثلثاتی بود، گذراند، و چند شرط برای انتگرال‌پذیری توابع پیش نهاد، که امروزه، به شروط انتگرال‌پذیری ریمان معروفند. او در بخش دوم بحث‌، به مسائلی پرداخت، که آن‌ها را چنین توصیف کرد:
«بر پایه نوشته‌های پیشین، که اگر تابعی دارای چنین‌وچنان ویژگی باشد، پس می‌تواند با سری فوریه نمایش داده‌شود، ما عکس این مسئله را در نظر می‌گیریم؛ اگر تابعی بتواند با سری مثلثاتی نمایش داده‌شود، درباره آن چه می‌توان گفت؟»
ریمان برای تکمیل پسادکترای‌ش، بایست سخن‌رانی هم می‌کرد. او سه سخن‌رانی، دو تا درباره الکتریسیته و یکی دربارههندسه آماده کرد. گاوس بایست یکی از آن سه را برمی‌گزید، و برخلاف انتظار ریمان، سخن‌رانی درباره هندسه را برگزید. این سخن‌رانی ریمان، دهم ژوئن ۱۸۵۴، شاه‌کاری در ریاضیات شد.
سخن‌رانی ریمان دو بخش داشت. نخست، به تعریف فضای n- بعدی می‌پرداخت، و آن‌را با تعریف آن‌چه امروزه فضای ریمان نام دارد، به‌پایان برد. فرُویدنتال (Freudenthal) می‌نویسد:
«فضای ریمان، دارای کوتاه‌ترین خطوط، که امروزه ژئودزیک‌ها (geodesic) نام دارند، است، و شبیه خط راست معمولی هستند. در حقیقت، در نخستین تقریب در دستگاه مختصات ژئودزیکی، چنان‌چه متریک، اقلیدسی باشد، مانند یک منحنی سطح، در بالاترین مرتبهٔ جملاتش، شبیه صفحهٔ مماسش دیده می‌شود. زندگی‌کردن در سطح، امکان انحنای جهان را پیش می‌کشد، و آن را در هر نقطه، به عنوان ناقض قضیهٔ فیثاغورس، محاسبه می‌کند»
در حقیقت نکتهٔ مهم این بخش از سخن‌رانی ریمان، تعریف تانسور انحنا (curvature tensor) بود. 
ریمان در بخش دوم سخنرانی‌اش، پرسش عمیقی درباره هندسه جهانی که در آن زندگی می‌کنیم، پیش می‌کشد. او می‌پرسد که ابعاد فضای واقعی چیست و چه هندسه‌ای، فضای واقعی را توصیف می‌کند. آن زمان، این سخن‌رانی بسیار فراتر از مسائل روزگار بود تا از سوی دانشمندان درک و تحسین شود. موناسترسکی (Monastyrsky) درباره این می‌نویسد؛
«در میان حاضران، تنها گاوس بود که می‌توانست عمق افکار ریمان را درک و تحسین کند.»
این سخن‌رانی همهٔ انتظارات گاوس را برآورد و او را بسیار شگفت‌زده کرد. در برگشت به دانشکده، او با نهایت تحسین و اشتیاقی نادر با ویلهلم وبر (Wilhelm Weber) درباره عمق ایده‌هایی که ریمان پیش نهاده‌بود، صحبت می‌کرد.
آن موضوع، تا شصت سال بعد، کامل فهمیده نشد. فرودنتال می‌نویسد:
«نسبیت عام، کار ریمان را عالی توجیه کرد. با پیش‌رفت ریاضیات و با توجه به گفته‌های ریمان، اینیشتین (Einstein) ساختاری مناسب برای نظریات فیزیکی‌اش پیدا کرد، کیهان‌شناسی او، فرضیهٔ پیدایش جهان و جان‌مایهٔ گفته‌های ریمان چیزی بود که فیزیک به آن نیاز داشت، ساختاری متریک که داده‌ها مشخص می‌کنند.»
این کار ریمان او را به عنوان یک سخنران شناساند. پیش‌تر، سپتامبر، ریمان گزارشی درباره «قوانین توزیع الکتریسته ساکن» در جلسهٔ فیزیک‌دانان و محققان علمی انجمن گوتینگن داد. او در نامه‌ای به پدرش، لابه‌لای چیزهای دیگر، می‌نویسد: «صحبتی که در جلسه علمی کردم برای سخنرانی‌ام مفید بود». اکتبر، بنا شد که روی سخنرانی‌اش درباره  معادله دیفرانسیل جزئی کار کند. نامه‌های ریمان به پدرش، پر از یادآوری سختی‌هایی بود که کشیده‌بود. گرچه تنها هشت دانشجو در سخن‌رانی او بودند، او کاملاً خوشحال بود. به‌تدریج بر خجالت ذاتی‌اش چیره شد و با حاضران در سخن‌رانی‌هایش ارتباط پیدا کرد.
۱۸۵۵، دیریکله کاملا جای‌گزین گاوس در گوتینگن شده‌بود، و ریمان جایگاهی اختصاصی نیافت. دو سال بعد، او به استادی (Professur) رسید و همان سال، ۱۸۵۷، یکی دیگر از شاهکارهای‌ش منتشر شد. مقاله نظریهٔ توابع آبِلی که نتیجهٔ سال‌ها تلاش او بود، سخنرانی‌هایی را شامل می‌شد که ۸۶-۱۸۵۵ نزد سه نفر کرده‌بود. یکی از آن سه نفر، دِدِکیند (Dedekind) بود که پس‌از مرگ زودهنگام ریمان، با انتشار آثارش، زیبایی‌های کارش را آشکار کرد.
مقالهٔ توابع آبلی ریمان تا پایان‌نامهٔ دکترایش طول کشید و تا آن زمان، ایدهٔ سطوح ریمان و ویژگی‌های توپولوژیک‌شان بیشتر توسعه یافت. او تابع چندمقداری را به عنوان تابع تک‌مقداری روی یک رویهٔ ویژهٔ ریمان امتحان کرد و مسائل اصلی انعکاس را که تا قبلاً برای انتگرالهای بیضوی از سوی آبل و یاکوبی حل شده‌بود، حل کرد. بنابراین ریمان تنها ریاضی‌دانی نبود که روی چنین ایده‌هایی کار می‌کرد. کلاین (Klein) می‌نویسد؛
«هنگامی که وایرشتراس (Weierstrass)، ۱۸۵۷، نخستین بار توابع اصلی آبلی را در فرهنگستان برلین (Berlin Academy) تفسیر کرد، مقالهٔ ریمان در همان موضوع در شماره‌های ۵۴ از مجلهٔ کِرِل (Crelle's Journal) دیده می‌شد. این مقاله، نامنتظره، آن‌قدر مفاهیم جدید داشت که وایراشتراس مقاله‌اش را پس گرفت و دیگر آن را منتشر نکرد.»
اصل دیریکله (Dirichlet Principle) که ریمان از آن در رسالهٔ دکترایش استفاده کرده‌بود، دوباره در مقالهٔ سال ۱۸۵۷ استفاده شد. بااین‌حال، وایراشتراس نشان داد که اصل دیریکله مشکلی دارد. کلاین درباره این می‌نویسد:
«بسیاری از ریاضی‌دانان نظر ریمان را نپذیرفتند. ریمان نظر متفاوتی داشت. گرچه او درستی نقد وایراشتراس را پذیرفته بود، همان‌گونه که روزی وایراشتراس به من گفت، می‌گفت؛ تنها ابزار مناسبی که در دست ماست اصل دیریکله است و نظریه‌های او هنوز درست هستند.»
در پایان این مطلب، خواهد آمد که چگونه مشکل اصل دیریکله در کار ریمان حل شد.
۱۸۵۸، بِتّی (Betti)، کازوراتی (Casorati) و بریوسکی (Brioschi) از گوتینگن بازدید کردند و ریمان با آن‌ها درباره ایده‌های توپولوژیاش بحث کرد. این ملاقات به ریمان خرسندی ویژه‌ای بخشید و بتی از تماس‌هایش با ریمان بسیار بهره‌مند شد. این ارتباط وقتی ریمان، بتی را ۱۸۶۳ در ایتالیا ملاقات کرد تجدید شد. از بتی دو نوشته که در آن‌ها ایده‌های توپولوژیک که از ریمان آموخته‌بود، چاپ شده‌است.
دیریکله، ۱۸۵۹ درگذشت و ریمان برای استادی ریاضیات در گوتینگن انتخاب شد. چند روز بعد او برای فرهنگستان علوم برلین برگزیده شد. او از سوی سه ریاضی‌دان برلین پیشنهاد شده بود؛ کومر (Kummer) و بُرشارت (Borchardt) و وایراشتراس. در پیشنهاد آن‌ها آمده‌بود:
«ریمان تا پیش‌از آخرین کار مهم‌ش، نظریهٔ توابع آبلی، میان ریاضی‌دانان، ناشناخته‌ بود. این، کم‌وبیش لزوم بررسی دقیق‌تر و بیشتر کارهایش را به عنوان دلیلی بر پیشنهاد ما توجیه می‌کند. وظیفه خود می‌دانیم که توجه فرهنگستان را به دانشکده‌مان جلب کنیم که ما او را نه به عنوان یک جوان باهوش که امید زیادی به اوست، بلکه به عنوان یک محقق کاملاً رشدیافته و مستقل در زمینهٔ علمی‌مان می‌دانیم، که ایده‌هایش، خارق‌العاده‌، پیشرفت کرده‌است.»
این عضو تازه‌برگزیده فرهنگستان برلین مجبور بود گزارشی از جدیدترین تحقیقاتش بدهد. ریمان گزارشی دربارهٔ «تعداد اعداد اول کمتر از عددی مشخص» داد که یکی دیگر از کارهای بزرگ‌ش است که با روش‌هایی مهم، مسیر تحقیقات در ریاضیات را تغییر داد. ریمان در آن، تابع زتا را بررسی کرد که تا آن زمان، اویلر (Euler) به آن پرداخته‌بود؛
در اینجا، جمع روی همهٔ اعداد طبیعی n است، درحالی‌که ضرب روی همهٔ اعداد اول است. ریمان، پرسشی متفاوت با آن‌چه اویلر بررسی کرده‌بود، پیش کشید، چون او به تابع زتا، به‌جای یک تابع حقیقی، به عنوان یک تابع مختلط نگاه می‌کرد. جز برای تعدادی استثنا بدیهی، ریشه‌ها، همواره میان ۰ و ۱ هستند. در مقاله بیان می‌کند که تابع زتا بی‌نهایت ریشهٔ غیربدیهی دارد که به نظر می‌رسد همگی دارای قسمت حقیقی باشند. این همان فرض مشهور ریمان است که تا امروز، یکی از مسائل حل‌نشدهٔ ریاضیات باقی مانده‌است.
ریمان، هم‌گرایی سری‌های تابع زتا را بررسی کرد و متوجه یک معادلهٔ تابعی برای تابع زتا شد. هدف مقاله‌اش این بود که تخمینی از شمار اعداد اول کوچکتر از عددی دل‌خواه به‌دست دهد. بسیاری از نتایج ریمان، از سوی آدامار (Hadamard) و پوسَن (de la Vallee Poussin) ثابت شدند.
ریمان، ژوئن ۱۸۶۲، با دوستِ خواهرش، الیزه کوخ (Elise Koch) ازدواج کرد. آن‌ها یک دختر داشتند. ریمان، پاییز آن سال، سخت سرما خورد که به سل انجامید.
او، همه زندگی‌اش از سلامت کامل برخوردار نبود و در واقع مشکلات اصلی سلامتی که داشت بیشتر به گذشته برمی‌گشت تا این سرماخوردگی. مادرش هم در ۲۰ سالگی درگذشت و برادر و سه خواهرش هم در جوانی درگذشتند. ریمان با رفتن به مناطق گرم‌ ایتالیا تلاش کرد با بیماری‌اش بجنگد.
زمستان ۶۳-۱۸۶۲ در سیسیل (Sicily) سپری شد و سپس به مسافرت در سراسر ایتالیا پرداخت که اوقاتش را با بتی و دیگر ریاضی‌دانانی که در گوتینگن ملاقات کرده‌بود، سپری کرد. او، ژوئن ۱۸۶۳ به گوتینگن بازگشت اما خیلی زود اوضاع سلامتی‌اش وخیم‌تر شد و به ایتالیا برگشت. از آگوست ۱۸۶۴ تا اکتبر ۱۸۶۵، در شمال ایتالیا به سر برد و زمستان ۶۶-۱۸۶۵ به گوتینگن برگشت. شانزدهم ژوئن ۱۸۶۶ هم به سلاسِکا (Selasca) در سواحل دریاچهٔ ماجّوُره (Lago Maggiore) برگشت.
ددکیند دربارهٔ ریمان چنین می‌نویسد:
«بنیه‌اش به‌سرعت تحلیل رفت و خودش می‌دانست که مرگش نزدیک است. بااین‌حال، روز پیش‌از مرگش، در حال استراحت زیر یک درخت انجیر و درحالی‌که روح و روانش سرشار از شادی در آن طبیعت بی‌نظیر بود، روی آخرین کارش که متأسفانه ناتمام ماند کار می‌کرد.»

## نقد وایراشتراس بر استفاده ریمان از اصل دیریکله
وایراشتراس نشان داده‌بود که کمینه‌کردن تابع از راه اصل دیریکله محرز نیست. این نقد باعث شد که دیگران به روش‌های ریمان شک کنند. فرودنتال می‌نویسد؛
«همه از مطالب ریمان استفاده می‌کردند ولی روش‌های او به کلی نادیده گرفته‌شد.»
نتایج ریمان در باقی‌ماندهٔ قرن، تأثیر شگرفی گذاشت اما اثر شیوهٔ تفکر او اندک بود.
وایراشتراس بااین‌که به مشکلی در اصل دیریکله  پی برده‌بود، به نتایج ریمان بسیار باور داشت. او از شاگردش هرمان شوارتس (Hermann Schwarz) خواست تا اثبات‌های دیگری برای قضیه‌های ریمان بیابد که در آن از اصل دیریکله استفاده نشده‌باشد.
او قصد داشت که این کار را ۷۰-۱۸۶۹ انجام دهد. بااین‌حال کلاین شیفتهٔ تخمین‌های هندسی ریمان بود و ۱۸۹۲، کتابی نوشت که در آن ترجمه‌اش از کار ریمان را آورده‌است. فرودنتال درباره این کتاب می‌نویسد:
«کتاب بسیار زیبایی است و جالب است بدانید که این کتاب چگونه به‌ اینجا رسید. احتمالاً بسیاری دقت‌نداشتن آن را توهین می‌دانند. کلاین چنان در فکر ریمان بود که نمی‌توانست کسانی که در مورد اخیر، او را باور نداشتند متقاعد کند.»
۱۹۰۱، هیلبرت (Hilbert) با به‌دست دادن شکل درستی از اصل دیریکله، که برای دقیق‌تر کردن اثبات‌های ریمان لازم بود، تخمین‌های ریمان را بهبود داد. تحقیق برای دقیق‌کردن اثبات، اتلاف وقت نبوده‌است چرا که ایده‌های جبری مهم بسیاری از سوی کلبش (Clebsch)، گوردان (Gordan)، بریل (Brill)، و مکس نوتر (Max Noether)، که می‌کوشیدند نتایج ریمان را ثابت کنند، کشف شدند.

## مرگ
ریمان باآن‌که به سل مبتلا بود و با تحمل سال‌ها رنج و بیماری، لحظه‌ای از تلاش و علم‌آموزی فرو نگذاشت. او در ۳۹ سالگی و در اوج بلوغ فکری درگذشت.